# Andrew Fleming (judoka)
Andrew Fleming (ur. 2 czerwca 1948) – australijski judoka.
Uczestnik mistrzostw świata w 1973 i 1975. Brązowy medalista mistrzostw Oceanii w 1973. Wicemistrz Australii w 1968, 1972, 1974 i 1975 roku. 